# Grigore Leșe
Grigore Leșe (n. 20 februarie 1954, Stoiceni, Maramureș) este un interpret  român de muzică tradițională românească din zona Țării Lăpușului, România. A absolvit Academia de Muzică „Gheorghe Dima” din Cluj, Facultatea de Interpretare (fagot). Este doctor în muzică și profesor asociat la Facultatea de Litere a Universității din București și la Universitatea de Muzică București. Repertoriul lui este constituit din melodii vechi, provenind din folclorul autentic al zonei și marcând evenimente importante din viața omului. Grigore Leșe cântă și la diverse instrumente muzicale.

## Creații muzicale
- Cântec despre Bucovina (Cântă cucu, bată-l vina) (versurile cântecului apartin lui Constantin Mandicevschi scrise in 1904, Vasile Mucea descopera cantecul in folclor in satul Corcesti, Raionul Storojinet, Nordul Bucovinei in anul 1943,  cantecul a fost inregistrat prima data de Grigore Leșe deabia in anul 1996)
- Cântec în lemn - toacă
- Când m-o făcut mama-n lume
- Cântec pe înserat - din tilincă
- Horea miresii
- Miorița
- Nistrule, apă vioară
- Nu-i lumină nicări
- O, Marie frumos nume!

## Discografie
- Cântec Pastoral (1996)
- Cântece de Cătănie
- Horile Vieții
- Așteptând Crăciunul
- Hori din Țara Lăpușului

## Publicații
- Acum știu cine sunt. Însemnări și aduceri aminte, Editura Humanitas, 2013 [2]

## Premii
- Pe deal la Teleormănel 1982
- Maria Tănase 1988
- Festivalul Doinei 1984

## Premii și distincții
Președintele României Ion Iliescu i-a conferit lui Grigore Leșe la 10 decembrie 2004 Ordinul național Pentru Merit în grad de Cavaler, „pentru contribuțiile deosebite în activitatea artistică și culturală din țara noastră, pentru promovarea civilizației și istoriei românești”.